# Trampolin-Europameisterschaften
Die Europameisterschaften im Trampolin-Turnen werden von der Union Européenne de Gymnastique (UEG) ausgerichtet und finden in der Regel alle zwei Jahre statt.

## Austragungsorte
| Jahr |     | Austragungsort   |
| ---- | --- | ---------------- |
| 1969 | 1.  | Paris            |
| 1971 | 2.  | Gent             |
| 1973 | 3.  | Edinburgh        |
| 1975 | 4.  | Basel            |
| 1977 | 5.  | Essen            |
| 1979 | 6.  | Paris            |
| 1981 | 7.  | Brighton         |
| 1983 | 8.  | Burgos           |
| 1985 | 9.  | Groningen        |
| 1987 | 10. | Braga            |
| 1989 | 11. | Kopenhagen       |
| 1991 | 12. | Posen            |
| 1993 | 13. | Sursee           |
| 1995 | 14. | Antibes          |
| 1997 | 15. | Eindhoven        |
| 1998 | 16. | Dessau           |
| 2000 | 17. | Eindhoven        |
| 2002 | 18. | Sankt Petersburg |
| 2004 | 19. | Sofia            |
| 2006 | 20. | Metz             |
| 2008 | 21. | Odense           |
| 2010 | 22. | Warna            |
| 2012 | 23. | Sankt Petersburg |
| 2014 | 24. | Guimarães        |
| 2016 | 25. | Valladolid       |